# Фарасєєнко Віталій Леонідович
Віталій Леонідович Фарасєєнко (нар. 9 травня 2003, Одеса, Україна) — український футболіст, півзахисник футбольного клубу «Інгулець».

## Життєпис

### Ранні роки
У чемпіонаті України (ДЮФЛ) захищав кольори команд «Шахтар» (Донецьк) та ДЮСШ-11 «Чорноморець» (Одеса) — 63 матчі, 16 голів. У сезоні 2020/21 виступав у аматорському чемпіонаті України за команду «Мункач» (Мукачево), а вже наступного сезону разом із цим клубом дебютував на професіональному рівні в рамках другої ліги України. За мукачівську команду провів 18 матчів (2 голи) на аматорському рівні та 14 на професійному.

### «Буковина»
У серпні 2022 року підписав контракт з футбольним клубом «Буковина» (Чернівці), за який дебютував 27 серпня того ж року в матчі першої ліги проти «Епіцентра». Віталій вийшов на поле в стартовому складі та відіграв 55 хвилин. Упродовж сезону взяв участь в 18 офіційних матчах. Дебютним голом відзначився вже в наступному сезоні, а саме 9 вересня 2023 року у виїзному поєдинку першої ліги проти того ж «Епіцентра». Віталій вийшов на поле після перерви та на 60-й хвилині вразив ворота суперника. Через тиждень по тому Віталій вдруге відзначився забитим голом і за підсумками 8-го туру першої української ліги був включений у символічну збірну туру за версією двох інтернет-видань: SportArena.com та FootBoom.com. У квітні 2024 року на одному із тренуваннь зазнав важкої травми та «випав» на тривалий термін. В підсумку в даному сезоні провів 22 офіційних поєдинка в усіх турнірах. Із нового сезону перестав отримувати ігрову практику (з урахуванням кубка: всього 3 матчі), а в зимове міжсезоння за взаємною згодою обидві сторони і зовсім вирішили припинити співпрацю, хоча при цьому у гравця був довгостроковий контракт. Загалом за два з половиною сезони у складі чернівчан Віталій провів 43 матчі, в яких відзначився чотирма забитими голами та двома результативними передачами.

### «Інгулець»
У лютому 2025 року підписав контракт з клубом української прем'єр-ліги: «Інгулець», за який дебютував 22 лютого того ж року у матчі 18-го туру УПЛ проти житомирського «Полісся». Дебютним голом в українській Прем'єр-лізі відзначився 12 травня 2025 року в поєдинку 28-го туру проти столичного ФК «Лівий берег».